# Primera B 1993 (Colombia)
La  Temporada 1993 de la Primera B, conocida como Copa Concasa 1993 por motivos comerciales, fue la tercera en la historia de la segunda división del fútbol profesional colombiano.
En esta temporada Cortuluá se coronó campeón consiguiendo el ascenso al Campeonato colombiano 1994 y Plácido Bonilla fue el máximo goleador.

## Sistema del torneo
Los 14 equipos participantes jugaron una fase de todos contra todos y el líder de esta logró el ascenso a la Primera A en su temporada 1994.

## Datos de los clubes

### Relevo anual de clubes
| Ascendidos a la Primera A                     |
| --------------------------------------------- |
| Atlético Huila (Campeón de la Primera B 1992) |

| Descendidos a la Primera B                                              |
| ----------------------------------------------------------------------- |
| Real Cartagena (Último en la reclasificación del Campeonato colombiano) |

| Ascendidos a la Primera B |
| ------------------------- |
| Ninguno                   |

| Descendidos a la Primera C |
| -------------------------- |
| Ninguno                    |

### Equipos participantes
- Debutan en la Primera B los clubes Lanceros Boyacá, Fiorentina y Deportes Risaralda.
- A partir de esta temporada, Deportivo Armenia traslada su localía al municipio de Buga y cambia su nombre a Atlético Guadalajara de Buga.
- Desapareció Deportes Dinastía.

| Equipo                       | Departamento    | Ciudad          | Estadio                        |
| ---------------------------- | --------------- | --------------- | ------------------------------ |
| Academia Bogotana            | Bogotá, D. C.   | Bogotá          | El Campincito                  |
| Alianza Llanos               | Meta            | Villavicencio   | Manuel Calle Lombana           |
| Alianza Petrolera            | Santander       | Barrancabermeja | Daniel Villa Zapata            |
| Atlético Buenaventura        | Valle del Cauca | Buenaventura    | Marino Klinger                 |
| Atlético Guadalajara de Buga | Valle del Cauca | Buga            | Hernando Azcárate Martínez     |
| Cortuluá                     | Valle del Cauca | Tuluá           | Doce de Octubre                |
| Deportes Risaralda           | Risaralda       | Pereira         | Alberto Mora Mora              |
| Industrial Itagüí            | Antioquia       | Itagüí          | Metropolitano Ciudad de Itagüí |
| Deportivo Rionegro           | Antioquia       | Rionegro        | Alberto Grisales               |
| El Cóndor                    | Bogotá, D. C.   | Bogotá          | El Campincito                  |
| Fiorentina                   | Caquetá         | Florencia       | Alberto Buitrago Hoyos         |
| Lanceros Boyacá              | Boyacá          | Tunja           | La Independencia               |
| Palmira F. C.                | Valle del Cauca | Palmira         | Francisco Rivera Escobar       |
| Real Cartagena               | Bolívar         | Cartagena       | Pedro de Heredia               |

### Localización
| Valle del Cauca | 4 | Cortuluá, Atlético Buenaventura Palmira F. C. Guadalajara | Guadalajara Rionegro Academia El Cóndor A. Llanos Buenaventura Cortuluá Risaralda Alianza Palmira F. C. Itagüí Fiorentina Lanceros Real Cartagena |
| Antioquia       | 2 | Deportivo Rionegro y Industrial Itagüí                    | Guadalajara Rionegro Academia El Cóndor A. Llanos Buenaventura Cortuluá Risaralda Alianza Palmira F. C. Itagüí Fiorentina Lanceros Real Cartagena |
| Bogotá, D. C.   | 2 | Academia Bogotana y Club Deportivo El Cóndor              | Guadalajara Rionegro Academia El Cóndor A. Llanos Buenaventura Cortuluá Risaralda Alianza Palmira F. C. Itagüí Fiorentina Lanceros Real Cartagena |
| Caquetá         | 1 | Fiorentina de Florencia                                   | Guadalajara Rionegro Academia El Cóndor A. Llanos Buenaventura Cortuluá Risaralda Alianza Palmira F. C. Itagüí Fiorentina Lanceros Real Cartagena |
| Meta            | 1 | Club Atlético Alianza Llanos                              | Guadalajara Rionegro Academia El Cóndor A. Llanos Buenaventura Cortuluá Risaralda Alianza Palmira F. C. Itagüí Fiorentina Lanceros Real Cartagena |
| Risaralda       | 1 | Deportes Risaralda                                        | Guadalajara Rionegro Academia El Cóndor A. Llanos Buenaventura Cortuluá Risaralda Alianza Palmira F. C. Itagüí Fiorentina Lanceros Real Cartagena |
| Quindío         | 1 | Club Deportivo Armenia                                    | Guadalajara Rionegro Academia El Cóndor A. Llanos Buenaventura Cortuluá Risaralda Alianza Palmira F. C. Itagüí Fiorentina Lanceros Real Cartagena |
| Santander       | 1 | Alianza Petrolera                                         | Guadalajara Rionegro Academia El Cóndor A. Llanos Buenaventura Cortuluá Risaralda Alianza Palmira F. C. Itagüí Fiorentina Lanceros Real Cartagena |
| Boyacá          | 1 | Lanceros Boyacá                                           | Guadalajara Rionegro Academia El Cóndor A. Llanos Buenaventura Cortuluá Risaralda Alianza Palmira F. C. Itagüí Fiorentina Lanceros Real Cartagena |
| Bolívar         | 1 | Real Cartagena                                            | Guadalajara Rionegro Academia El Cóndor A. Llanos Buenaventura Cortuluá Risaralda Alianza Palmira F. C. Itagüí Fiorentina Lanceros Real Cartagena |

## Reclasificación
| Pos. | Equipos                      | Pts. |
| ---- | ---------------------------- | ---- |
| 1.   | Real Cartagena               | 40   |
| 2.   | Fiorentina                   | 39   |
| 3.   | Palmira F. C.                | 36   |
| 4.   | Cortuluá                     | 32   |
| 5.   | Lanceros Boyacá              | 44   |
| 6.   | Alianza Llanos               | 37   |
| 7.   | Deportivo Rionegro           | 36   |
| 8.   | El Cóndor                    | 31   |
| 9.   | Atlético Buenaventura        | 25   |
| 10.  | Atlético Guadalajara de Buga | 22   |
| 11.  | Academia Bogotana            | 20   |
| 12.  | Alianza Petrolera            | 19   |
| 13.  | Deportes Risaralda           | 17   |
| 14.  | Industrial Itagüí            | 14   |

|  |                                         |
|  | Clasificados al Cuadrangular final.     |
|  | Eliminados.                             |
|  | Descendido a la Primera C por promedio. |

## Cuadrangular Final
| Pos. | Equipo         | Pts. | PJ | G | E | P | GF | GC | Dif. | Clasificación a                |
| ---- | -------------- | ---- | -- | - | - | - | -- | -- | ---- | ------------------------------ |
| 1    | Cortuluá       | 10   | 6  | 4 | 2 | 0 | 14 | 5  | +9   | Campeón y Ascenso a Primera A. |
| 2    | Fiorentina     | 5.5  | 6  | 2 | 1 | 3 | 2  | 6  | −4   |                                |
| 3    | Palmira F. C.  | 5.5  | 6  | 2 | 1 | 3 | 6  | 10 | −4   |                                |
| 4    | Real Cartagena | 5.5  | 6  | 0 | 5 | 1 | 8  | 9  | −1   |                                |

 Fuente: Dimayor
|                              |
| Bandera de Colombia          |
| Campeón Cortuluá 1.er título |

## Goleadores
| Jugador            | Equipos               | Goles |
| ------------------ | --------------------- | ----- |
| Plácido Bonilla    | Cortuluá              | 21    |
| Leonardo Huertas   | Lanceros Boyacá       | 10    |
| Gerson Paz         | Lanceros Boyacá       | 9     |
| Juan Pablo Arango  | Atlético Buenaventura | 9     |
| Evandro José Smith | Lanceros Boyacá       | 8     |